# Jagoda Żukowska
Jagoda Żukowska (ur. 2 listopada 2006 w Bielsku-Białej) – polska sprinterka.

## Kariera
Mistrzyni Polski (2025, Włocławek) oraz brązowa medalistka (2024, Radom) U20 w biegu na 100 metrów. Brązowa medalistka w biegu na 100 metrów i 200 metrów U18 (2023, Chorzów). Dwukrotna halowa wicemistrzyni Polski w biegu na 60 metrów: U18 (2023, Rzeszów) i U20 (2024, Wrocław).
Uczestniczka Mistrzostwach Świata U20 w Lekkoatletyce 2024 w sztafecie 4 × 100 metrów, (4. miejsce). Uczestniczka Drużynowych Mistrzostwa Europy w Lekkoatletyce 2025 (występ w eliminacjach sztafety 4 x 100 m). Brązowa medalistka Mistrzostw Europy Juniorów w sztafecie 4 × 100 metrów. 
Rekordzistka Polski juniorów w biegu sztafetowym 4 × 100 metrów, ustanowiony podczas Mistrzostw Europy Juniorów wraz z juniorską Reprezentacją Polski (44,07; 10 sierpnia 2025 Tampere).

## Życie prywatne
Zajmuje się modelingiem. W 2022 podczas wyborów Miss Stars Poland zdobyła tytuł Miss Kroniki Beskidzkiej i Miss Publiczności.

## Rekordy życiowe
| konkurencja | wynik   | data                               | uwagi |
| hala        | hala    | hala                               | hala  |
| ----------- | ------- | ---------------------------------- | ----- |
| 60 m        | 7,36 s  | Ostrawa, 29 stycznia 2025          |       |
| 150 m       | 17,76 s | Ostrawa, 4 stycznia 2025           |       |
| 200 m       | 23,95 s | Ostrawa, 29 stycznia 2025          |       |
| skok w dal  | 4,83 m  | Ostrawa, 28 stycznia 2025          |       |
| stadion     |         |                                    |       |
| 100 m       | 11,46 s | Włocławek, 25 lipca 2025           |       |
| 200 m       | 24,02 s | Gliwice, 15 czerwca 2025           |       |
| skok w dal  | 4,98 m  | Kędzierzyn-Koźle, 11 września 2021 |       |

Źródło: PZLA